# Iuticosaurus
Iuticosaurus là một chi khủng long, được Le Loeuff mô tả khoa học năm 1993.